# بورگدورف (ناحیه)
بورگدورف (به آلمانی: Landkreis Burgdorf) یک منطقهٔ مسکونی در آلمان است که در لونبورگ واقع شده‌است. بورگدورف ۱۴۸٬۱۰۰ نفر جمعیت دارد.